# Восточная Япония
Восточная Япония (яп. 東日本, ひがしにほん、ひがしにっぽん) — термин для обозначения восточной части Японского архипелага. Антоним — Западная Япония.
Законодательно пределы Восточной Японии не определены.
В узком смысле к Восточной Японии относятся регион Канто и восточная часть региона Тюбу на севере острова Хонсю. В широком смысле в неё включают Северную Японию, а также субрегионы региона Тюбу — Токай и Хокурику.
В геологии границей между Западной и Восточной Японией считается тектоническая линия Итоигава-Сидзуока.
Часто под Восточной Японией понимают только регион Канто или так называемый Кантоский ареал с центром в Токио, который противопоставляется Западной Японии с центром Киото. Запад и восток Японского архипелага сильно отличается в традиционном быту, кухне и диалектах.
В Восточной Японии в период с 1700 по 1800 год суммарный коэффициент рождаемости находился примерно на уровне 3,5 детей на одну женщину, что намного ниже показателей рождаемости не только Китая, но и европейских стран той эпохи (при этом около трети, а по другим данным 40 % детей убивали при рождении), к 1850 году в каждой семье было уже 4 или 5 детей (а население начало расти), в 1880-х годах этот показатель рос, в течение 30 лет находился на стабильном уровне в 5 детей на одну женщину, затем поднялся до 6 в 1910-х-1920-х годах, а в период с 1920-х по 1950-х годов Восточная Япония имела самую высокую рождаемость за всю свою историю. Низкая рождаемость и массовая практика убийства новорожденных сочеталась с высокой детской смертностью: например в 19 веке только 67 % девочек доживало до 7 лет. В итоге в течение 18 века каждое следующее поколение было меньше предыдущего (нетто-коэффициент воспроизводства ниже 1), в начале 19 века этот показатель стал расти, после 1840 года численность новых поколений превысило численность поколений их родителей (нетто-коэффициент воспроизводства больше 1), а в 1920-х годах численность новых поколений в 2 раза превысило численность предыдущих (нетто-коэффициент воспроизводства 2), в 1950-х годах этот показатель упал почти наполовину и только в последние 20 лет нетто-коэффициент воспроизводства вернулся к уровню 18 века.

## Крупнейшие города
- Токио
- Иокогама
- Кавасаки, Канагава